# Shaun T
Shaun Thompson (Camden, Nueva Jersey; 2 de mayo de 1978),  conocido profesionalmente como Shaun T, es un entrenador físico estadounidense. Es mejor conocido por sus programas de acondicionamiento físico en el hogar para adultos y niños que incluyen T25, Insanity, Hip-Hop Abs, Cize y Let's Get Up!. Ahora también ha recurrido al culturismo y la competición.

## Primeros años y carrera
Nacido como Shaun Thompson en Camden, Nueva Jersey, creció en Filadelfia y fue criado por sus abuelos en el Municipio de Deptford (Nueva Jersey), donde disfrutó del fútbol, el béisbol y la pista de atletismo como estudiante en Deptford Township High School. Recibió una licenciatura en ciencias del ejercicio de la Universidad de Rowan, donde también se especializó en teatro y danza. Es miembro de la fraternidad Alpha Phi Alpha. Vive en Phoenix, Arizona.

## Vida personal
Thompson ha sido abiertamente gay desde que salió del armario a los 21 años y está casado con Scott Blokker. Están criando hijos gemelos, nacidos en noviembre de 2017.